# Andoni Zubizarreta
Zubizarreta  Urreta est un nom espagnol. Le premier nom de famille, en général paternel, est Zubizarreta ; le second, en général maternel, souvent omis, est Urreta.
Andoni Zubizarreta Urreta, né le 23 octobre 1961 à Vitoria (Espagne), est un footballeur international espagnol évoluant comme gardien de but puis directeur sportif. Il devient ensuite directeur sportif notamment à l'Olympique de Marseille après avoir passé cinq ans au côté du FC Barcelone. Il est actuellement en poste au FC Porto. 

## Biographie

### En club
Andoni Zubizarreta commence sa carrière de footballeur au Deportivo Alavés mais c'est avec l'Athletic Bilbao qu'il dispute son premier match en championnat d'Espagne de football le 19 septembre 1981 contre l'Atlético de Madrid (défaite 2-0). Avec Javier Clemente sur le banc, l'Athletic Bilbao remporte deux championnats consécutifs, une coupe d'Espagne et une Supercoupe d'Espagne.
À la fin de la Coupe du monde de football de 1986 qui s'est déroulée au Mexique, il est déjà considéré comme le meilleur gardien d'Espagne, et part pour le FC Barcelone, club avec lequel il atteint son meilleur niveau et remporte ses plus grands trophées dont une Ligue des champions en 1992 et quatre championnats d'Espagne consécutifs. Il est le capitaine du Barça lors de la saison 1993-1994.
Il abandonne le FC Barcelone en 1994, après la finale de la Ligue des champions perdue 4-0 contre le Milan AC à Athènes. En effet, il fut considéré comme un des responsables de cette défaite.
Après son départ du FC Barcelone, il joue pendant quatre ans au plus haut niveau au Valence CF et se retire des terrains de jeu en 1998, après la Coupe du monde de football de 1998, où il commet une erreur face au Nigéria. Au total, il aura disputé 622 matchs de championnat d'Espagne. Avec 410 matchs officiels il est le troisième gardien de but à avoir le plus de fois joué sous le maillot du FC Barcelone après Víctor Valdés et Marc-André ter Stegen.

### En sélection
Andoni Zubizarreta débute en équipe nationale le 23 janvier 1985 contre la Finlande. Il a participé à quatre Coupes du monde entre 1986 et 1998.
Avec 126 sélections, il a longtemps été le joueur le plus capé de l'équipe d'Espagne avant d'être dépassé par Iker Casillas qui obtient sa 127e cape à l'occasion du match amical Costa Rica-Espagne disputé à San José le 15 novembre 2011 puis plus tard par Sergio Ramos.

### Reconversion comme directeur sportif
Entre 2001 et 2004, il est directeur sportif de l'Athletic Bilbao puis chroniqueur pour la presse écrite sportive espagnole.
Le 2 juillet 2010, il est nommé directeur sportif du FC Barcelone par le nouveau président du club, Sandro Rosell. En avril 2012, il prend la décision avec ce dernier de nommer Tito Vilanova entraîneur du Barça à la suite du départ de Pep Guardiola. Le 5 janvier 2015, il est démis de ses fonctions.
Le 27 octobre 2016, il est nommé directeur sportif de l'Olympique de Marseille. Le 27 octobre 2018, il prolonge son contrat jusqu'en 2021, en même temps que Rudi Garcia. Il quitte l'OM le 14 mai 2020, à la suite d'un commun accord avec le club.
Le 27 avril 2024, à la suite de la victoire de André Villas-Boas à la présidence du FC Porto, il est nommé directeur sportif.

## Palmarès

### En club
- Vainqueur de la Coupe d'Europe des Clubs Champions en 1992 avec le FC Barcelone
- Vainqueur de la Coupe d'Europe des Vainqueurs de Coupe en 1989 avec le FC Barcelone
- Vainqueur de la Supercoupe d'Europe en 1992 avec le FC Barcelone
- Champion d'Espagne en 1983 et 1984 avec l'Athletic Bilbao, en 1991, 1992, 1993 et 1994 avec le FC Barcelone
- Vainqueur de la Coupe d'Espagne de football en 1984 avec l'Athletic Bilbao, en 1988 et 1990 avec le FC Barcelone
- Vainqueur de la Supercoupe d'Espagne en 1984 avec l'Athletic Bilbao, en 1991 et 1992 avec le FC Barcelone
- Finaliste de la Coupe Intercontinentale en 1992 avec le FC Barcelone
- Finaliste de la Supercoupe d'Europe en 1989 avec le FC Barcelone
- Finaliste de la Ligue des champions de l'UEFA en 1994 avec le FC Barcelone

### En équipe d'Espagne
- Finaliste du Championnat d'Europe des Nations en 1984

### Distinctions individuelles
- Vainqueur du Prix Don Balón de Meilleur joueur espagnol en 1987
- Vainqueur du Trophée Zamora en 1987